# Teatro El Dorado (Madrid)

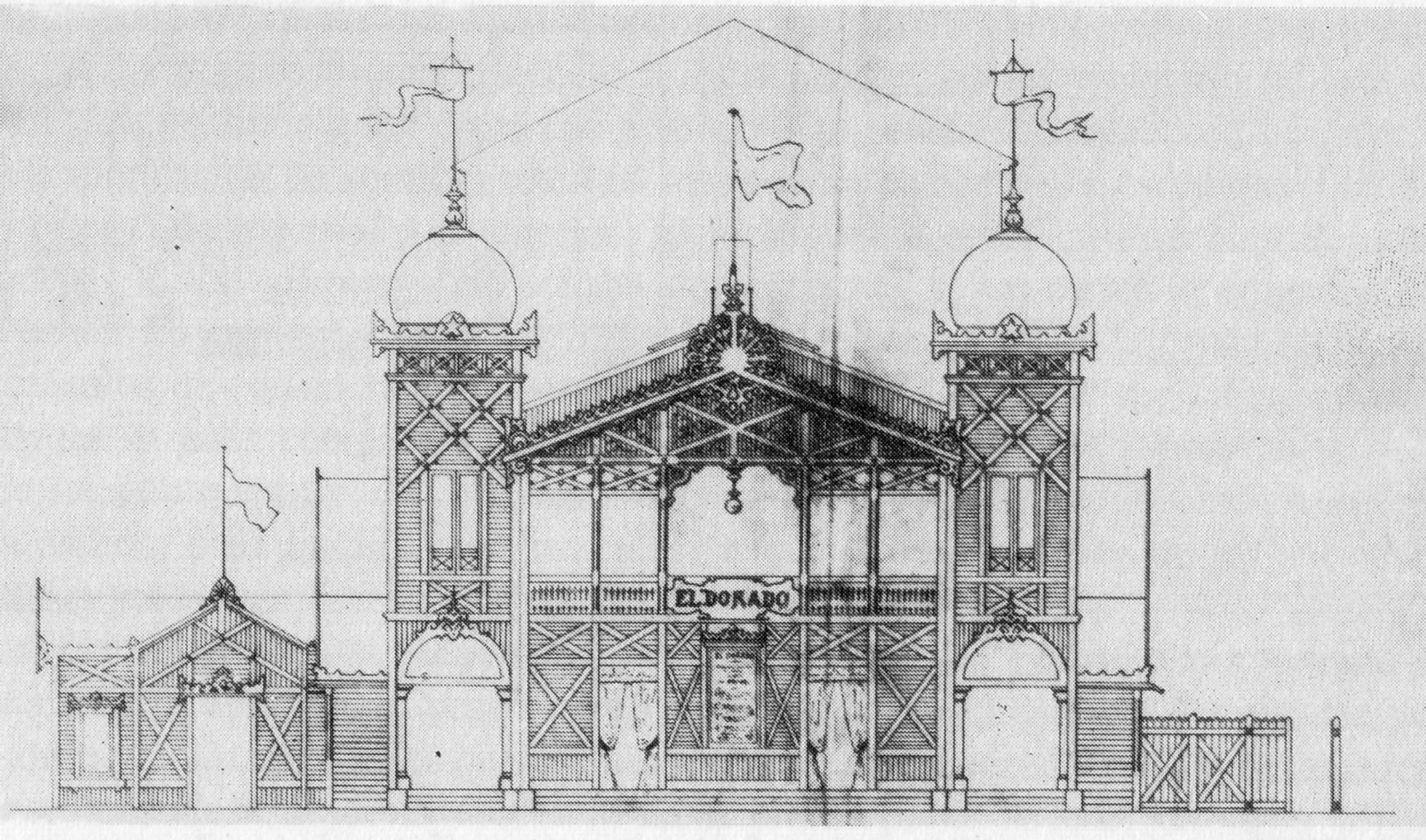
El Teatro El Dorado. Dibujo del alzado frontal, en el proyecto de José López Sallaberry de 1897; obsérvese el nombre del teatro centrando la balaustrada de la galería abierta, entre las dos torres.

El teatro El Dorado (o Eldorado) fue un teatro de verano de Madrid, proyectado por el arquitecto José López Sallaberry, que funcionó desde 1897 a 1903. Estuvo emplazado en la intersección de las calles Juan de Mena y Alarcón, en las inmediaciones de la Bolsa de Madrid. De efímera existencia, debido al incendio que lo consumió el 19 de julio de 1903, fue «uno de los más interesantes teatros provisionales que se construyeron en Madrid».

## Características

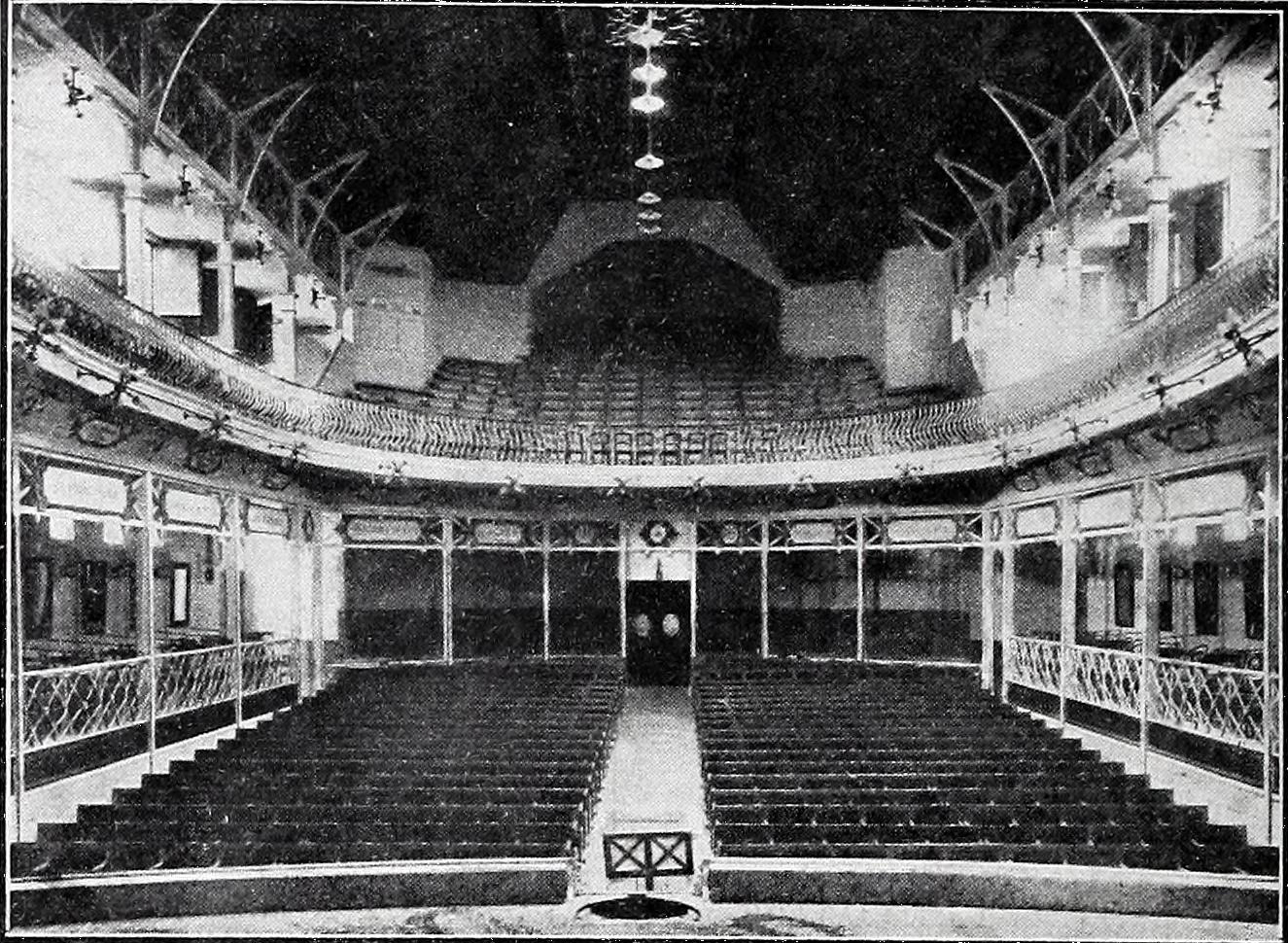
Sala del teatro

Levantado en los terrenos que ocupó el Buen Retiro, detrás del nuevo Palacio de la Bolsa de Madrid —inaugurado por la reina María Cristina en 1893—, El Dorado fue un teatro de notables dimensiones y porte similar al Teatro Felipe, coliseo también de los denominados 'provisionales' y ubicados en la misma zona (que un cronista llamó «barrio griego», por sus muchos edificios de estilo clásico).

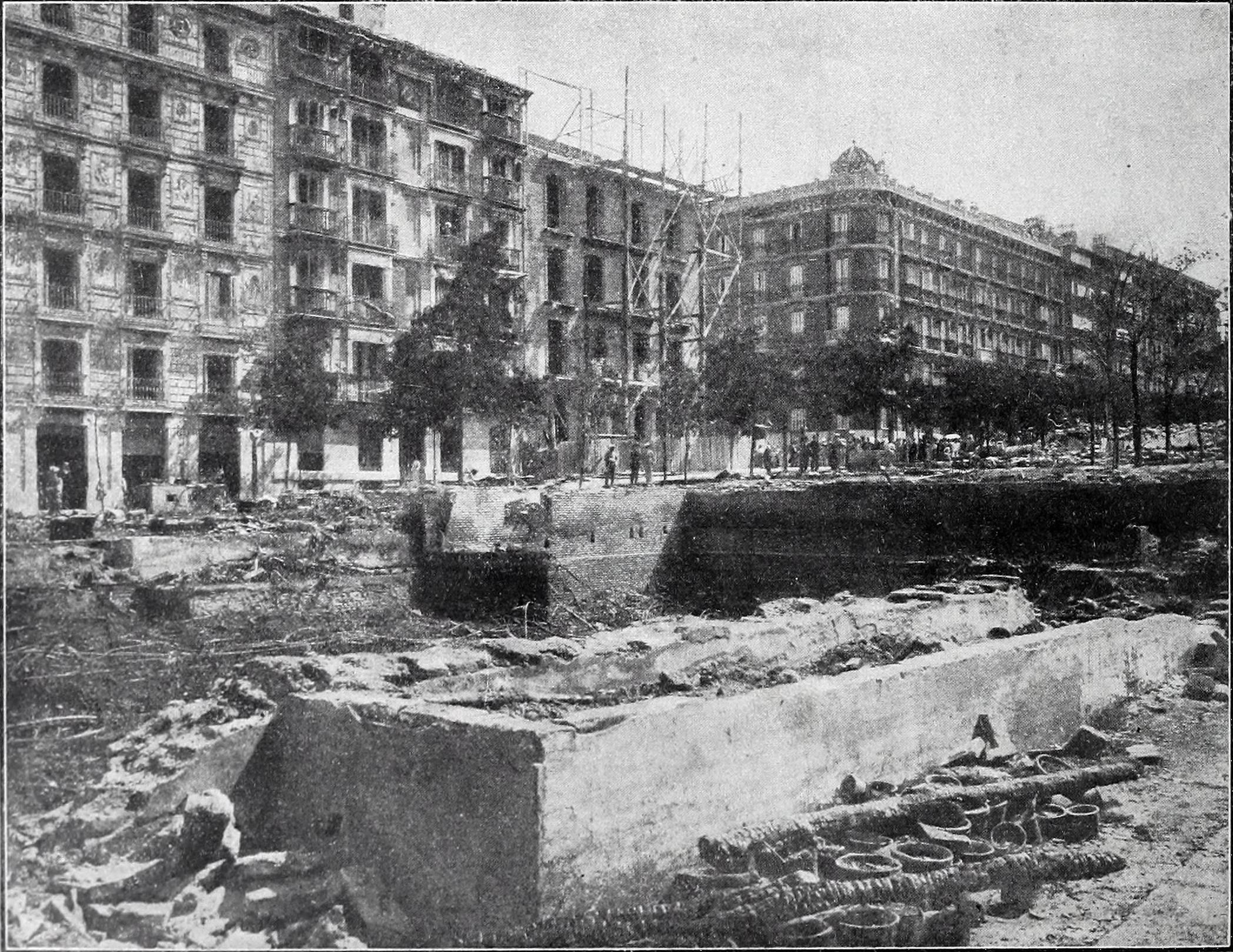
Aspecto de las ruinas del edificio tras el incendio que sufrió el 19 de julio de 1903

A partir de los planos de López Sallaberry, pueden describirse los espacios de "Eldorado". Su sala oval, abrazada por los palcos de proscenio, diferentes en la planta baja y la planta alta, y rematada por el graderío poligonal del lado del vestíbulo; la funcionalidad del escenario y sus espacios circundantes dan idea de la envergadura de los espectáculos que en él se podían poner en escena. La fachada principal, era similar a la del Teatro Felipe, con el mismo tipo de galería abierta flanqueada por dos torres rematadas por cúpulas orientales. La construcción tradicional -con un juego de volúmenes escalonados desde el torreón de tramoya hasta el cuerpo de acceso-, se combinaba con detalles tecnológicos innovadores como la pasarela y los cables que, anclados a las ménsulas de hierro, remataban la cumbrera de la sala, sirviendo de atirantamiento de la cubierta de zinc.
Entre las obras de teatro lírico más celebradas en el escenario de El Dorado, hay que mencionar zarzuelas como El barquillero, de José López Silva y José Jackson Veyán, con música del maestro Chapí, que se estrenó el 21 de enero del año 1900; menos populares fueron: La batalla de Tetuán (1898) de Joaquín Valverde; La diligencia y Los figurines (ambas de 1901), de Manuel Fernández Caballero; y la pieza inaugural El pobre diablo, con libreto de Celso Lucio y música de Quinito Valverde y Tomás López Torregrosa.